# Sine Mora
Sine Mora est un jeu vidéo de type shoot 'em up développé par Grasshopper Manufacture et Digital Reality, sorti à partir de 2012 sur PlayStation Network (PlayStation 3 et PlayStation Vita), Xbox Live Arcade (Xbox 360) et Windows.

## Accueil
- Jeuxvideo.com : 17/20[1] - 16/20 (Vita)[2]